# Manoel de Oliveira
Manoel de Oliveira, nascut Manoel Cândido Pinto d'Oliveira (Porto, Portugal, 11 de desembre del 1908 - 2 d'abril del 2015) va ser un director de cinema portuguès, referent internacional i el cineasta més prestigiós del seu país. Va ser el primer director de cinema centenari en actiu de tota la història del cinema.

## Biografia
Oliveira va començar fent d'actor als anys vint; el 1931 va debutar amb un documental, Douro, Faina Fluvial, estudi antropològic sobre la vida a la ribera del riu Duero. El 1942 va rodar Aniki-Bobó, el seu primer llargmetratge de ficció, un retrat sobra la vida d'uns nens en un barri popular de Porto, que anticipava les tècniques i les temàtiques del neorealisme italià. Oliveira va estar catorze anys sense filmar per dificultats en el finançament i a causa de la censura portuguesa del règim de Salazar. A mitjans dels cinquanta, va reprendre l'activitat cinematogràfica amb el curt O Pintor e a cidade (1956) i el 1972 torna a la ficció amb O passado e o presente. El film Amor de perdição (1979), una adaptació de la novel·la de Camilo Castelo Branco, el consagra internacionalment i obre una etapa de pel·lícules basades en adaptacions literàries.
El 1995, adapta Agustina Bessa-Luís en O convento (1995), amb Catherine Deneuve i John Malkovich de protagonistes, i l'any següent la torna a adaptar en Party, que protagonitza Michel Piccoli.
Entre les seves obres, també destaquen A divina comédia (1990), premi especial del jurat de Venècia, La vall Abraham (1993), Viatge al principi del món (1997), La carta (1999), premi del jurat a Canes.
Va rebre el Lleó d'Or de Venècia del 1985 per Le Soulier de Satin,  adaptació d'una obra de teatre de Paul Claudel.
El 2008, el Festival de Cannes el va homenatjar amb una Palma d'Or honorífica.

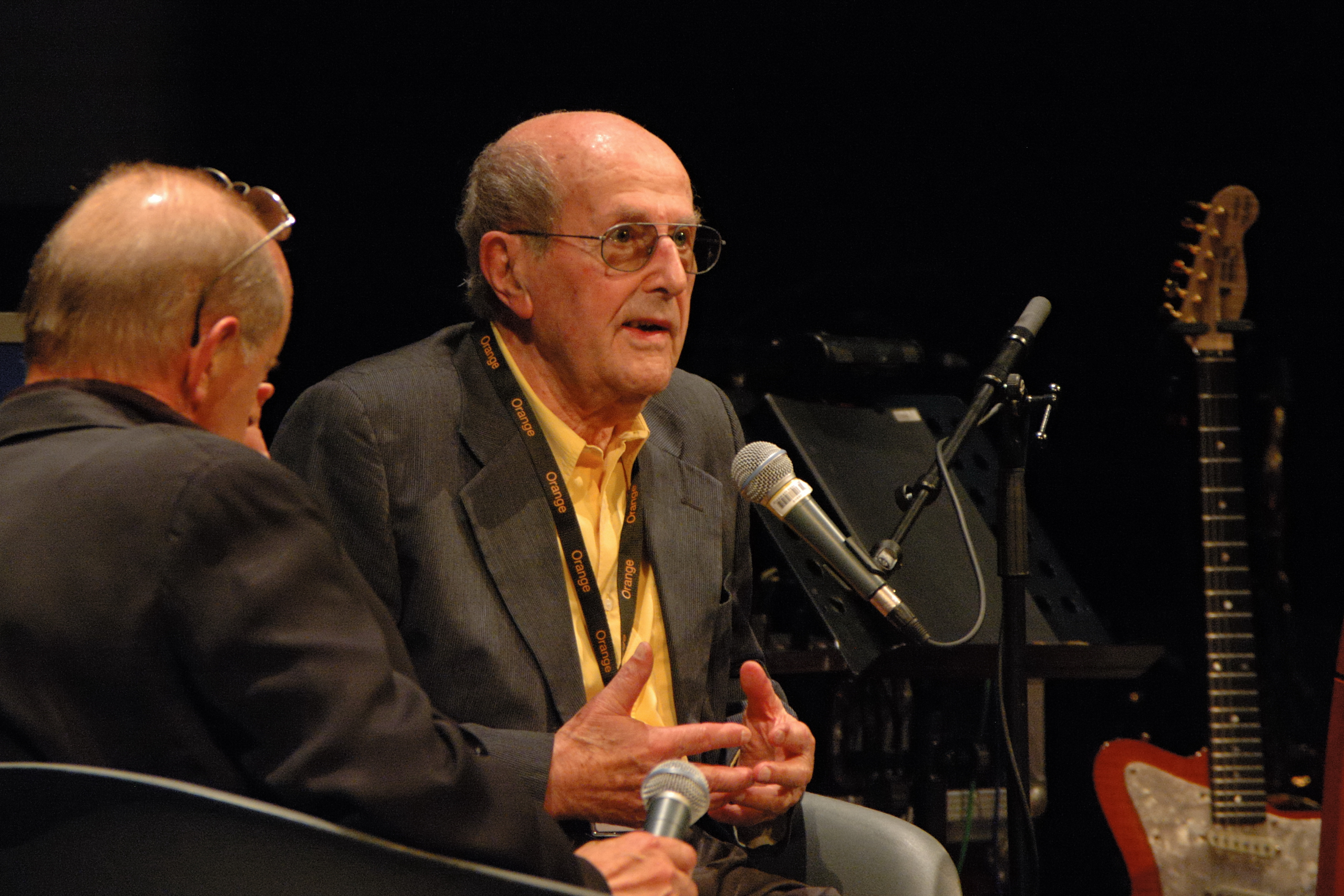
Manoel d'Oliveira responent a Antonio Tabucchi en la filmoteca francesa, el 3 de juliol del 2008

El 2008, Cristobal Colom, l'enigma evoca, amb emoció i humor, la història de Cristòfor Colom. Després, Singularitats d'una noia rossa, adaptat d'un conte d'Eça de Queiroz, autor realista portuguès del segle xix, surt el setembre del 2009.
El 2010, Manoel De Olivera és al Festival de Canes 2010 per a la presentació d'O estranho caso de Angelica, que concorre en la categoria Una certain regard.
És, llavors, el director en activitat més gran al món i l'únic a haver començat la seva carrera en el temps del cinema mut. Ha rebut en el Festival de Canes 2008, l'any dels seus 100 anys, la seva primera Palma d'or, una Palma d'or per al conjunt de la seva obra. Aquesta recompensa li ha estat remesa pel seu amic Michel Piccoli. Emocionat per aquesta distinció, ha declarat: «Aprecio enormement de rebre-la d'aquesta manera perquè no m'agrada massa la competició, és a dir, guanyar contra els meus col·legues; és una bonica manera de rebre un premi».
Quant a la seva prodigalitat i la seva longevitat: «Deixar de treballar, és morir. Si se'm pren el cinema, em moro».
El productor català Lluís Miñarro va produir a Oliveira dues de les seves últimes pel·lícules: Singularitats d'una noia rossa (2009) i O estranho caso de Angélica (2010).
Va rebre el Premi Sofia al Mèrit i l'Excel·lència i el Premi Sofia a la Carrera (Els Premis Sophia o Premis Anuals de l'Acadèmia Portuguesa són premis que atorga anualment l'Acadèmia Portuguesa d'Arts i Ciències Cinematogràfiques.)
El 9 de desembre del 2014, dos dies abans de complir 106 anys, Manoel d'Oliveira va rebre les insígnies de gran oficial de la Legió d'honor a Porto.

## Filmografia seleccionada

### Llargmetratges
- 1942 - Aniki-Bobó
- 1963 - Acto da Primavera
- 1972 - O Passado e o Presente
- 1974 - Benilde ou a Virgem Mãe
- 1979 - Amor de Perdição
- 1981 - Francisca
- 1985 - Le Soulier de Satin
- 1986 - O Meu Caso
- 1988 - Os Canibais
- 1990 - Non, ou a Vã Glória de Mandar
- 1991 - A Divina Comédia
- 1993 - La vall Abraham [10]
- 1994 - La caixa [11]
- 1995 - El convent (O Convento)[12]
- 1996 - Party
- 1997 - Viatge al principi del món (Viagem ao Princípio do Mundo)[13]
- 1998 - Inquietude
- 1999 - A Carta
- 2000 - Palavra e Utopia
- 2001 - Porto da Minha Infância
- 2001 - Vou para Casa
- 2002 - O Princípio da Incerteza
- 2003 - Um Filme Falado
- 2004 - O Quinto Império - Ontem Como Hoje
- 2005 - Espelho Mágico
- 2006 - Belle toujours
- 2007 - Cristóvão Colombo – O Enigma
- 2009 - Singularitats d'una noia rossa [14]
- 2010 - O Estranho Caso de Angélica
- 2012 - A Igreja do Diabo
- 2012 - O Gebo e a Sombra

### Curtmetratges
- 1931 - Douro, Faina Fluvial
- 1932 - Estátuas de Lisboa
- 1938 - Já se Fabricam Automóveis em Portugal
- 1938 - Miramar, Praia das Rosas
- 1956 - O Pintor e a Cidade
- 1964 - A Caça
- 1982 - Visita ou Memórias e Confissões
- 1983 - Lisboa Cultural
- 1983 - Nice - À propos de Jean Vigo
- 2011 - Do Visível ao Invisível
- 2014 - O Velho do Restelo